# Otto Kumenius
Otto Vilhelm Kumenius född 22 december 1912 i Åbo, Finland, död 9 oktober 1996 i Alaró, Mallorca, Spanien, var en finländsk polis och underrättelseofficer som arbetade inom Finlands kontraspionage under krigsåren 1940–1944.
Fadern Uno Kumenius var finlandssvensk medan hans mor Mare var norska. Efter sin skolgång gjorde han värnplikten vid Nylands dragonregemente och sökte därefter till polishögskolan. Från 1932 tjänstgjorde han som kriminalpolis vid Nylands kriminalpolis fram till vinterkrigets utbrott hösten 1939. Otto Kumenius var sedan chef för statsledningens livvaktsgrupp men sökte sig därefter till armén. Efter att ha fått utbildning i kontraspionage vid högkvarterets övervakningsavdelning i S:t Michel arbetade Kumenius 1940–1944 som kontraspionageofficer på avdelningens underkontor i Helsingfors. Kumenius var inblandad i gripandet och förhör av flera betydelsefulla spioner och deltog i kontraspionageverksamhet i totalt fem olika länder under och efter krigsåren.
I slutet av september 1944 organiserade Kumenius transport av 5 500 estniska flyktingar som vistades i Finland till Sverige. Han var rädd att bli gripen och utlämnad till Sovjetunionen i slutet av operationen och flydde därför med sin familj till Sverige i oktober 1944
I Sverige arbetade Kumenius i hemlighet för den svenska försvarsstabens underrättelsetjänst men då han misstänktes vara dubbelagent fick han inte stanna i landet. Han flyttade permanent till Mallorca i mitten av 1950-talet. Där drev han hotell och även en restaurang, "Tres Coronas", som blev populär bland såväl svenska som finländska turister.